# Oinacu
Oinacu es una comuna ubicada en el distrito de Giurgiu, Rumania.

## Superficie
Cuenta con una superficie de 46,91 kilómetros cuadrados.

## Demografía
Hasta 2021 la población era de 3937 habitantes, con una densidad de población de 83,93 habitantes por kilómetro cuadrado.